# Kateryniwka (rejon krasnohradzki)
Kateryniwka (ukr. Катеринівка) – wieś na Ukrainie, w obwodzie charkowskim, w rejonie krasnohradzkim, w hromadzie Sachnowszczyna. W 2001 liczyła 1108 mieszkańców, wśród których 1030 wskazało jako ojczysty język ukraiński, 50 rosyjski, 2 białoruski, 22 ormiański, a 4 inny.